# Shimizu Hiroshi (Regisseur)

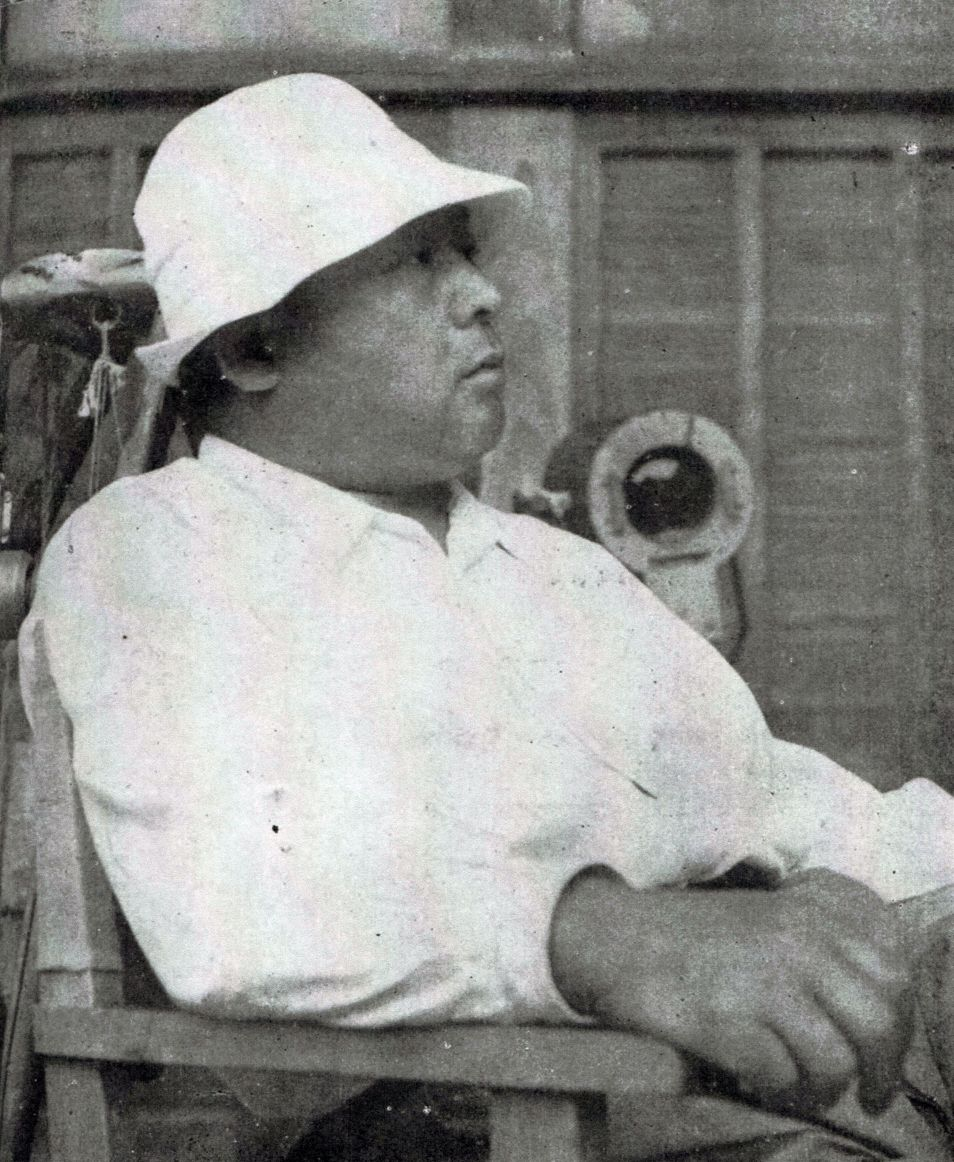
Shimizu Hiroshi (1949)

Shimizu Hiroshi (jap. 清水 宏; * 28. März 1903 in Nishiwatari, Yamaka, Iwata-gun (heute: Tenryū-ku, Hamamatsu), Präfektur Shizuoka; † 23. Juni 1966 in Kyōto) war ein japanischer Regisseur. Bekannt war er für seine Darstellungen der japanischen Gesellschaft.

## Leben und Werk
Shimizu besuchte die Universität Hokkaidō in Sapporo, brach das Studium aber vorzeitig ab. 1921 schloss er sich dem Shōchiku-Filmstudio in Tokio an und 1924 gab er im Alter von nur 21 Jahren sein Regiedebüt. Im Laufe seiner Karriere drehte er mehr als 160 Filme. Seine frühen Werke waren meist melodramatisch oder handelten von wakadanna, den Söhnen reicher Händler, die einen Lebensstil als Playboy pflegen. Letzteres ist dabei durchaus als Reflexion seiner eigenen Jugendzeit zu verstehen. In den 1930er Jahren drehte er zunehmend an Schauplätzen außerhalb des Studios und mit Laienschauspielern. Zeitgenössische Filmkritiker wie Matsuo Kishi priesen seinen Realismus. Chris Fujiwara hebt die Verwendung von wiederkehrenden Szenen, das bewusste Fehlen einer vorgegebenen Erzählungsstruktur und die Modernität in Shimizus Filmen hervor.
Seine späteren Werke fokussierten häufig auf Kinder. Nach dem Ende des Zweiten Weltkriegs arbeitete Shimizu für Organisationen, die sich um Kriegswaisen kümmerten. Diese Erfahrung führte ihn 1948 dazu, den Film Hachi no su no kodomotachi („Kinder des Bienenstocks“) zu drehen, den der Filmwissenschaftler Alexander Jacoby als „Meisterwerk des Neorealismus“ bezeichnet. Shimizus Filme handelten von Kindern in allen möglichen Lebenslagen – von solchen, die ihre Eltern nicht lieben oder von diesen nicht geliebt werden bis hin zu Kindern, die von Gleichaltrigen abgelehnt oder von der Gesellschaft geächtet werden, aber auch von solchen, die an Krankheiten und Behinderungen leiden. Trotz unterschiedlicher Prämisse zieht sich ein roter Faden durch die Geschichten. Shimizu erzählte von Individuen, die aus einer Gruppe ausgestoßen werden, um Gesellschaftskritik an den Gruppen selbst zu üben. Der Regisseur Mizoguchi Kenji lobte ihn wie folgt: „Leute wie ich und Ozu machen Filme mit harter Arbeit, aber Shimizu ist ein Genie.“
Shimizu befasste sich auch mit dem Thema der mütterlichen Selbstaufopferung und gefallenen Frauen im Allgemeinen. In diesen Filmen akzeptiert die Heldin oft die Bürde, einen männlichen Angehörigen oder Verwandten zu unterstützen, um ihnen die Möglichkeit zu geben, zur Schule zu gehen oder ein erfolgreiches Leben zu führen. Ihre Bemühungen und Opfer führen jedoch nicht zum Ziel und ihre Taten werden hinterfragt, da es scheint, dass eine Tragödie unweigerlich folgen wird. Laut Jacoby kritisiert Shimizu damit die Doppelmoral, dass von Frauen erwartet werde, alles für ihre männlichen Angehörigen zu opfern, aber gleichzeitig die Methoden, die sie dazu anwenden müssen, moralisch verurteilt werden.
1966 starb Shimizu 63-jährig an einem Herzinfarkt. Obwohl von zeitgenössischen Filmschaffenden gepriesen, ist sein Werk heute fast in Vergessenheit geraten.